# Open Catalog Interface
 (mars 2022).
Si vous disposez d'ouvrages ou d'articles de référence ou si vous connaissez des sites web de qualité traitant du thème abordé ici, merci de compléter l'article en donnant les références utiles à sa vérifiabilité et en les liant à la section « Notes et références ».

Open Catalog Interface (OCI) est un format de communication entre applications informatiques, permettant de mettre en place une liaison informatisée entre le système d'achats d'une entreprise (SAP Supplier Relationship Management ou Microsoft Dynamics AX ou blgCloud) et le catalogue web (site de vente en ligne) de chacun de ses fournisseurs : cette liaison est appelée PunchOut.